# Fryderyk (książę Saksonii-Weißenfels-Dahme)
Fryderyk (ur. 20 listopada 1673, zm. 16 kwietnia 1715 w Dahme/Mark) – książę Saksonii-Weißenfels-Dahme z dynastii Wettynów.
Syn Augusta i Joanny von Leiningen-Westerburg. 13 lutego 1711 poślubił Emilię Reuss zu Schleiz, córką hrabiego Heinricha I i Estery zu Hardegg auf Glatz und im Machlande.